# Бадалян, Шаварш Вагаршакович
Шаварш Вагаршакович Бадалян (узб. Shavarsh Vagarshakovich Badalyan; род. 4 января 1998 года; Ташкент, Узбекистан) — узбекистанский шахматист. Чемпион Республики Узбекистан по шахматам в категории до 14 лет, кандидат международного мастера спорта. Ныне студент университета Высшая школа экономики.

## Биография
Шаварш Бадалян родился 4 января 1998 года в Ташкенте, Узбекистан, в армянской семье физиков. В 2011 году получил звание кандидата мастера спорта. В 2012 году Бадалян стал чемпионом Узбекистана по шахматам в категории до 14 лет. Далее, в 2012 и 2013 годах принял участие в Чемпионатах мира по шахматам ФИДЕ в Словении и ОАЭ, в рамках которых занял 52 и 66 места соответственно.